# 冷却材
冷却材（れいきゃくざい）とは、核分裂によって放出される熱を、原子炉から取り出す役割を果たす流体のこと。

## 概要
原子炉冷却材は、中性子の反射および吸収効果の無い流体であって、なおかつ熱伝導率の高いものが望ましい。原子炉の元祖である、小規模なプルトニウム生産炉での冷却材は空気であったが、やや大型のプラントが開発されるようになってからは、軽水や炭酸ガスが冷却材として使われるようになった。原子炉に於ける冷却材の役割は非常に大きく、冷却材の種類や用い方が、その原子炉の特徴であるといえる。軽水は中性子の減速効果がある為、冷却材と減速材を兼ねることが多い。金属ナトリウムには減速効果はないが、熱伝導率が良い。
冷却材に関する事故で最も深刻なものは、冷却材喪失事故である。ボイド(蒸気の泡)の異常な増加や冷却材の漏洩がこれに当たる。原子炉の冷却が十分に行われなくなると、メルトダウン(炉心溶融)を引き起こし、最悪の場合、原子炉は爆発に至る。これを防ぐ為に、原子炉には非常用炉心冷却装置(ECCS)を設けている。

### 沸騰水型原子炉の冷却材
沸騰水型原子炉では、冷却材として軽水が使われており、核分裂による熱エネルギーは蒸気として取り出される。軽水には中性子の減速効果があるため、同炉では減速材としての役割も兼ねている。冷却材とタービンを廻す蒸気が同じであるため、これに関わる系をすべて遮蔽しなければならない。

### 加圧水型原子炉の冷却材
加圧水型原子炉では、冷却材として軽水が使われており、核分裂による熱エネルギーは高圧・高温の軽水として取り出される。特に、原子炉から熱を取り出す軽水を一次冷却材といい、蒸気発生器で熱交換を行い、二次冷却材である軽水を沸騰させ、これがタービンを廻す。1気圧での軽水の沸点は100℃であるが、同炉では一次冷却材を加圧し、沸点を300℃程度まで高めている。また、一次冷却材は、減速材を兼ねている。

### 高速増殖炉の冷却材
高速増殖炉では、冷却材として現在は溶融金属ナトリウムが使われており、核分裂による熱エネルギーは高温の金属ナトリウムとして取り出される。ナトリウムの利点として、中性子をあまり吸収せず、反射させ、減速も少ないということがある。熱伝導率が良い為、原子炉から取り出される出口温度は500℃を超える。特に原子炉から熱を取り出す金属ナトリウムを一次冷却材といい、熱交換器を通して二次冷却材である金属ナトリウムへ、さらに蒸気発生器を通し、三次冷却材の軽水を蒸気に変えてタービンを廻す。二次冷却材として金属ナトリウムを挟むのは、ナトリウムの性質から、原子炉内でのナトリウム爆発を防ぐ為の配慮で、水と金属ナトリウムが混ざることを防いでいる。また、一次冷却系の周囲は、全て不活性ガスと鋼鉄の壁で覆われており、万が一ナトリウム漏洩が起きても原子炉には影響が出ないようにしている。二次冷却系は鋼鉄の床のみとなっている。

### 黒鉛減速炭酸ガス冷却型原子炉の冷却材
黒鉛減速炭酸ガス冷却型原子炉では、一次冷却材として炭酸ガス（二酸化炭素）が使われており、核分裂による熱エネルギーは高温の炭酸ガスとして取り出される。蒸気発生器で熱交換を行い、二次冷却材である軽水を沸騰させ、これがタービンを廻す。

### 高温ガス炉の冷却材
高温ガス炉では、冷却材としてヘリウムが使用され、核分裂による熱エネルギーは高温のヘリウムとして取り出される。原子炉出口温度は700℃以上であり、出口温度が950℃以上あるいは1000℃以上になるものを超高温ガス炉ということもある。

## 冷却材に関する事故例
高速増殖炉もんじゅの漏洩事故では、配管内を流れる溶融金属ナトリウムモニター用温度計のさや管が折れる強度設計ミスにより配管の温度計挿入部からナトリウム化合物NaKが650kg程度漏洩した。漏洩したナトリウムカリウム合金は空気や空気中の水分、床材のコンクリート中水分などと激しく反応して爆発的に炎上したとみられる。この結果、床の鉄板張りが溶解し、周囲にナトリウム化合物が飛散した。再現実験の結果、このときの温度は940℃に達していたとされる。この事故に関しては後に（広義の）事故隠しなど不祥事が発覚し社会問題となった。
原子炉の熱媒体として用いたナトリウムカリウム合金の漏洩の事故例においては、配管の腐食事故の例がある。
また、アメリカ合衆国、スリーマイルアイランドの加圧水型原子炉で起きた事故は、一次冷却材の喪失事故で、メルトダウン(炉心溶融)を引き起こした。
美浜発電所では2004年に二次冷却材の水（軽水）がエロージョン（壊食）によって磨耗した配管から噴き出し、作業員4人が死亡、7人が重軽傷を負う事故が発生し、原子力に対する保守の甘さが問題となった事例がある。詳しくは美浜発電所#過去の主なトラブルに記述がある。

## 主な原子炉冷却材
- 軽水
- 重水
- 二酸化炭素
- ヘリウム
- ナトリウム
- ナトリウムカリウム合金
- 水銀
- 空気

## 関連記事
- 原子力発電
- 減速材
- 冷却材喪失事故
- 冷却材浄化系